# Bò Sahiwal

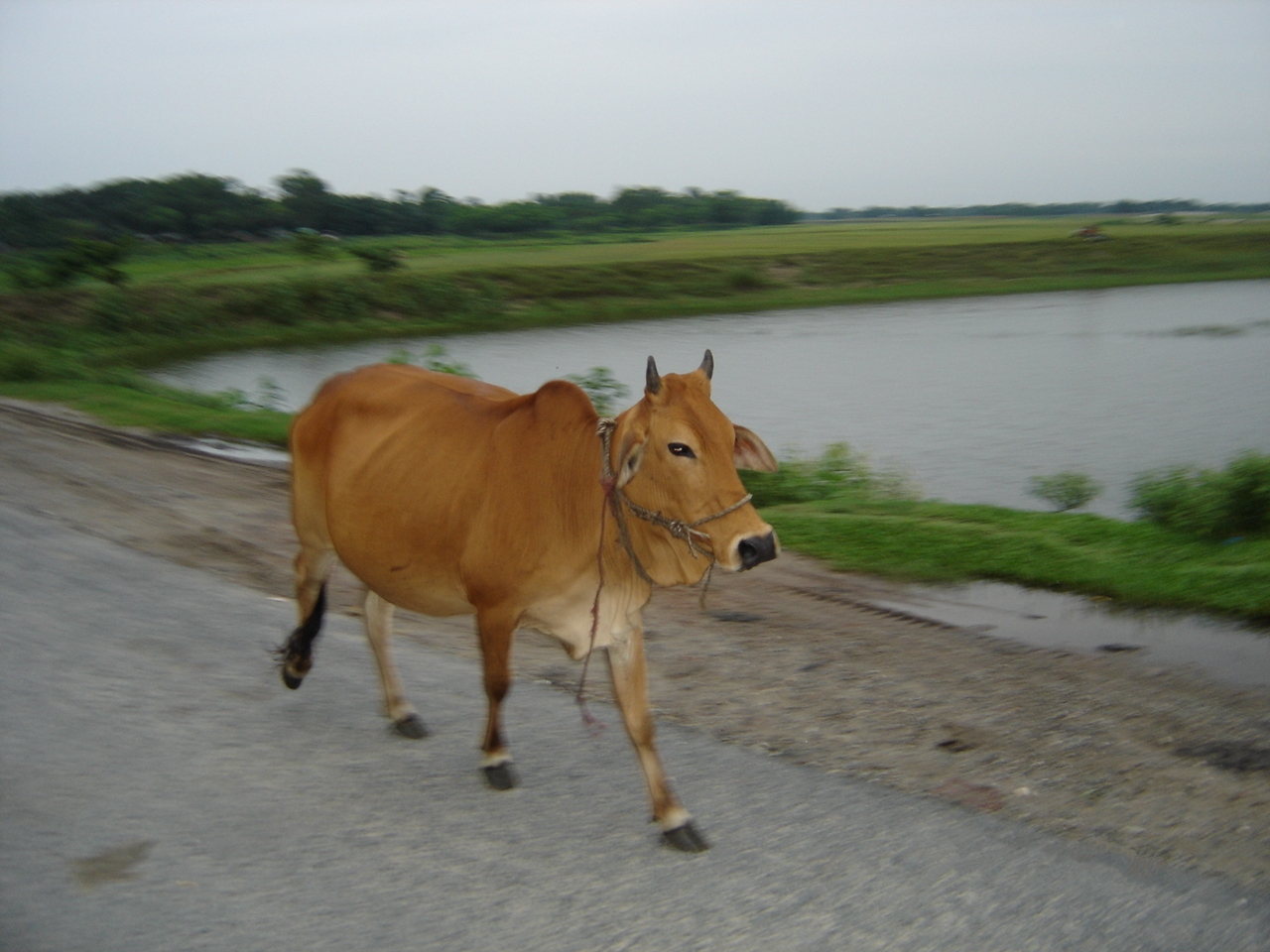
Một con bò Sahiwal

Bò Sahiwal là một loại bò thịt thuộc giống bò Zebu có nguồn gốc từ một huyện vùng biên giới Sahiwal bang Punjab của Pakistan. Bò được nuôi rộng rãi ở các nước Pakistan, Ấn Độ, một số nước ở Châu Phi, Châu Á, Mỹ La tinh.
Đây là giống bò kiêm dụng cho cả sữa lẫn thịt. Bò có màu vàng sẫm hoặc màu vàng hơi đỏ tối, một số có màu vàng như bò Việt Nam, thể chất chắc chắn, có ngoại hình. Khối lượng trưởng thành của bò cái nặng khoảng 350 kg, bò đực 450-500kg.
Năng suất sữa bình quân ở bò cái là từ 2,100-2,200 kg trong một chu kỳ vắt sữa 270-280 ngày tỷ lệ mỡ sữa trên 52%-Khối lượng bê sơ sinh 21–22 kg. Tỷ lệ thịt xẻ 50%. Bò Sahiwal được nhiều nước dùng để lai tạo với bò Hà Lan tạo đàn bò sữa như Ấn Độ, Úc, Pakistan, New Zealand.